# Астрограф
Астрограф је оптички и фотографски инструмент за снимање и посматрање свемирских тијела и летјелица.
У астрономији астрограф је ахроматски телескоп са фотографским уређајем. Монтиран је тако да се може помјерати око двије међусобно управне осе (часовна и деклинациона). Помоћу сатног механизма прати привидно кретање небеских тијела (звијезда).
Служи за фотометријска испитивања небеских тијела и сазвијежђа, састављање карата неба и одређивање координата небеских тијела.
За потребе свемирских истраживања астрограф је посебно направљен телескоп са могућношћу снимања као фотографски апарат, па се њиме могу пратити свемирске летјелице.